# Колю-Мариново
Ко́лю-Мари́ново (болг. Колю Мариново) — село в Старозагорській області Болгарії. Входить до складу общини Братя-Даскалові.

## Населення
За даними перепису населення 2011 року у селі проживали 83 особи, з них 81 особа (97,6%) — болгари.
Розподіл населення за віком у 2011 році:
Динаміка населення: